# Степной (Мартыновский район)
Степно́й — хутор в Мартыновском районе Ростовской области России. Входит в состав Новоселовского сельского поселения.

## Физико-географическая характеристика
Хутор расположен на юге центральной части района на левом берегу реки Сал, в устье балки Мокрая Ряска, на юго-востоке граничит с хутором Московский. На хуторе имеется одна улица: Степная.
Рельеф местности — холмисто-равнинный. Высота центра — 22 метра над уровнем моря. Почвы — чернозёмы южные, в пойме реки Сал — засоленные пойменные.
По автомобильной дороге расстояние до Ростова-на-Дону составляет 210 км, до районного центра слободы Большая Мартыновка — 22 км.

### Климат
Климат умеренный континентальный (согласно классификации климатов Кёппена-Гейгера — Dfa). Среднегодовая температура воздуха положительная и составляет + 9,8 °C, средняя температура самого холодного месяца января — 4,5 °C, самого жаркого месяца июля + 23,7 °C. Расчётная многолетняя норма осадков — 470 мм. Наименьшее количество осадков выпадает в марте (норма — 30 мм), наибольшее в июне-июле (по 47 мм) и в декабре (51 мм).

## История
В середине XIX века по левой стороне Сала при балке Ряска располагалась третья, также известная как Багутовская, сотня Нижнего улуса Калмыцкого округа Всевеликого Войска Донского. Согласно Списку населённых мест Земли Войска Донского в 1873 году в Батлаевской сотне (третья сотня Нижнего улуса) кочевало 283 кибитки, проживало 1068 человек, имелась хурульская молитвенная кибитка и два обывательских дома.
В 1877 году при переходе к станичному делению Батлаевская (ранее Багутовская) сотня была причислена к юрту станицы Платовской, центр которой располагался на значительном удалении от места расположения Батлаевской сотни. Это вызвало недовольство местного населения и в 1880 году третья сотня Нижнего улуса была причислена к юрту станицы Денисовской. К 1892 году на базе бывшей Батлаевской сотни по обеим сторонам балки Мокрая Ряска был образован хутор Батлаевский. Согласно данным первой Всероссийской переписи населения в 1897 году в хуторе Батлаевском юрта станицы Денисовской проживало 612 душ мужского и 571 женского пола. Хутор являлся крупнейшим населённым пунктом юрта станицы Денисовской: население хутора превышало население станицы.
В 1905 году хутор Батлаевский был выделен из юрта станицы Денисовской и образовал самостоятельную станицу Батлаевскую (в границах владений бывшей третьей сотни Нижнего улуса). Согласно алфавитному списку населенных мест Области войска Донского к началу 1915 года в станице имелось 294 двора, хурул, приходское училище, 2 ветряные мукомольные мельницы, проживало 754 души мужского и 658 женского пола, имелись
. Станичный хурул, состоявший из двух храмов и одиннадцатью двухэтажными домами, в которых проживали гелюнги, был открыт в 1914 году. Хурул обошёлся станице в 160 тысяч рублей.
В результате Гражданской войны население станицы резко сократилось. Согласно первой Всесоюзной переписи населения 1926 года население станицы составило 345 человек, в том числе 333 калмыка.
С 1929 по 1944 годы станица входила в состав Калмыцкого района Ростовской области. В начале 1944 года калмыцкое население было депортировано, станица включена в состав Мартыновского района.
В 1956 году началось возвращение калмыков и кулаков и ссылки, однако калмыки предпочли осесть в границах Калмыцкой автономии, поэтому на территории хутора более не проживают.
В 1958 году Президиума Верховного Совета РСФСР хутор Молотова переименован в Степной.

## Население
Динамика численности населения
| 1897 | 1915 | 1926 | 1989 |
| ---- | ---- | ---- | ---- |
| 1138 | 1412 | 345  | ≈230 |

| 2010 | 2013 |
| ---- | ---- |
| 188  | ↘129 |

## Известные люди
- Орлов, Джал Дарбакович (род. 1905) — первый советский калмыцкий философ, первый ректор Калмыцкого государственного университета.
- Шапшукова, Нарма (1901—1978) — участница Гражданской войны, общественный деятель Калмыцкой АССР.

## Достопримечательности
- Ступа Просветления.
- Обелиск воинам, погибшим в Великой Отечественной войне[17].